# Lena Headey
Lena Kathren Headey (Hamilton; 1973. október 3.) brit–bermuda-szigeteki színésznő, filmproducer. 
1992-ben debütált a Lápvidék című misztikus drámában, majd az 1990-es évek folyamán főként mellékszerepeket kapott. A 2000-es évek közepétől tűnt fel olyan nagy költségvetésű produkciókban, mint a Grimm (2005), a 300 (2006), a Dredd (2012), A bűn éjszakája (2013) vagy a 300: A birodalom hajnala (2014). Az évtized második felében szerepelt a Büszkeség és balítélet meg a zombik (2016) és a Családi bunyó (2019) című filmekben.
2008-2009-ben Sarah Connort formálta meg a Terminátor – Sarah Connor krónikái című sorozatban. Legismertebb és kritikailag legsikeresebb alakítása a HBO Trónok harca című televíziós fantasysorozatában volt. Cersei Lannistert 2011 és 2019 között formálta meg, színészi játékát öt  Primetime Emmy- és egy Golden Globe-jelöléssel honorálták. 2017-ben Headey az egyik legjobban fizetett televíziós színész lett. 

## Filmográfia

### Film
| Év   | Magyar cím                          | Eredeti cím                                | Szerep                               | Magyar hang         |
| ---- | ----------------------------------- | ------------------------------------------ | ------------------------------------ | ------------------- |
| 1992 | Lápvilág                            | Waterland                                  | Mary fiatalon                        | Hámori Eszter       |
| 1993 | Napok romjai                        | The Remains of the Day                     | Lizzie                               | Biró Anikó          |
| 1993 |                                     | Century                                    | Miriam                               |                     |
| 1994 | Maugli, a dzsungel fia              | The Jungle Book                            | Katherine "Kitty" Brydon             | Györgyi Anna        |
| 1995 | Groteszk                            | The Grotesque                              | Cleo Coal                            | Gubás Gabi          |
| 1997 | Veszettek                           | Face                                       | Connie                               |                     |
| 1997 | Mrs. Dalloway                       | Mrs Dalloway                               | Sally fiatalon                       |                     |
| 1998 | Vissza a jelenbe!                   | The Man with Rain in His Shoes             | Sylvia Weld                          | Majsai-Nyilas Tünde |
| 1999 | Anyegin                             | Onegin                                     | Olga                                 | Mics Ildikó         |
| 2000 |                                     | Ropewalk                                   | Allison                              |                     |
| 2000 | Pletyka                             | Gossip                                     | Cathy Jones                          | Kisfalvi Krisztina  |
| 2000 |                                     | Aberdeen                                   | Kaisa                                |                     |
| 2001 | Széfbe zárt igazság                 | The Parole Officer                         | Emma                                 | Kisfalvi Krisztina  |
| 2002 |                                     | Anazapta                                   | Lady Matilda Mellerby                |                     |
| 2002 | Költői szerelem                     | Possession                                 | Blanche Glover                       | Incze Ildikó        |
| 2002 | Ripley és a maffiózók               | Ripley's Game                              | Sarah Trevanny                       |                     |
| 2003 | A nagy alakítás                     | The Actors                                 | Dolores                              | Németh Borbála      |
| 2005 | Grimm                               | The Brothers Grimm                         | Angelika                             | Majsai-Nyilas Tünde |
| 2005 | A barlang                           | The Cave                                   | Dr. Kathryn Jennings                 | Balogh Anna         |
| 2005 | Egy szoknya, egy szoknya            | Imagine Me & You                           | Luce                                 | Kiss Virág Magdolna |
| 2006 | 300                                 | 300                                        | Gorgó spártai királyné               | Pikali Gerda        |
| 2007 | A mesterlövész                      | The Contractor                             | Annette Ballard                      | Pikali Gerda        |
| 2007 | St. Trinian’s – Nem apácazárda      | St Trinian's                               | Miss Dickinson                       | Pálfi Kata          |
| 2008 | Tükör/Szilánk                       | The Broken                                 | Gina McVey                           | Balogh Anna         |
| 2008 | A vörös báró                        | The Red Baron                              | Käte Otersdorf                       | Mezei Kitty         |
| 2008 |                                     | Whore                                      | anya                                 |                     |
| 2009 |                                     | Laid to Rest                               | Cindy                                |                     |
| 2009 | Az áruló szív                       | Tell-Tale                                  | Elizabeth Clemson                    | Kisfalvi Krisztina  |
| 2010 |                                     | Pete Smalls Is Dead                        | Shannah                              |                     |
| 2012 | Dredd                               | Dredd                                      | Madeline "Ma-Ma" Madrigal            | Bertalan Ágnes      |
| 2013 | A bűn éjszakája                     | The Purge                                  | Mary Sandin                          | Bertalan Ágnes      |
| 2013 | A végzet ereklyéi: Csontváros       | The Mortal Instruments: City of Bones      | Jocelyn Fray                         | Bertalan Ágnes      |
| 2014 | Kalandor: Az aranyládika átka       | The Adventurer: The Curse of the Midas Box | Monica                               | Bertalan Ágnes      |
| 2014 | A lentnél is lejjebb                | Low Down                                   | Sheila Albany                        | Pikali Gerda        |
| 2014 | 300: A birodalom hajnala            | 300: Rise of an Empire                     | Gorgó spártai királyné               | Pikali Gerda        |
| 2015 | Titkok hálójában                    | Zipper                                     | Jeannie Ellis                        | Bertalan Ágnes      |
| 2015 |                                     | Unity (dokumentumfilm)                     | narrátor                             |                     |
| 2016 | Büszkeség és balítélet meg a zombik | Pride and Prejudice and Zombies            | Lady Catherine de Bourgh             | Németh Borbála      |
| 2016 | Final Fantasy XV: Ősök gyűrűje      | Kingsglaive: Final Fantasy XV              | Lunafreya Nox Fleuret (angol hangja) | Bertalan Ágnes      |
| 2017 | Szívás                              | Thumper                                    | Ellen                                |                     |
| 2019 | Családi bunyó                       | Fighting with My Family                    | Julia Bevis                          | Bertalan Ágnes      |
| 2019 |                                     | The Flood                                  | Wendy                                |                     |
| 2021 |                                     | Twist                                      | Sikes                                |                     |
| 2021 | Lőpor turmix                        | Gunpowder Milkshake                        | Scarlet                              | Bertalan Ágnes      |
| 2022 |                                     | 9 Bullets                                  | Gypsy                                |                     |
| 2022 | Thor: Szerelem és mennydörgés       | Thor: Love and Thunder                     | ismeretlen szerep (törölt jelenet)   |                     |
| 2022 | DC Szuperállatok Ligája             | DC League of Super-Pets                    | Lara (hangja)                        |                     |

Rövidfilmek
- 1999: Inside-Out – kirakatrendező
- 2003: No Verbal Response – Dr. Megan Pillay
- 2005: Round About Five – barátnő
- 2006: Vacancy – Pam Bishop
- 2009: The Devil's Wedding – Az Ördög menyasszonya[9]
- 2018: Leading Lady Parts – önmaga
- 2019: The Trap  – forgatókönyvíró és rendező

### Televízió
| Év        | Magyar cím                                         | Eredeti cím                              | Szerep                           | Megjegyzések                                               |
| --------- | -------------------------------------------------- | ---------------------------------------- | -------------------------------- | ---------------------------------------------------------- |
| 1993      |                                                    | Screen Two                               | Margaret                         | 1 epizód                                                   |
| 1993      |                                                    | Spender                                  | Emily Goodman                    | 2 epizód                                                   |
| 1993      |                                                    | How We Used To Live                      | Grace Palmer                     | 3 epizód                                                   |
| 1993      |                                                    | Soldier Soldier                          | Shenna Bowles                    | 3 epizód                                                   |
| 1994      |                                                    | Fair Game                                | Ellie                            | tévéfilm                                                   |
| 1994      | MacGyver – Az utolsó ítélet                        | MacGyver: Trail to Doomsday              | Elise Moran                      | - tévéfilm - magyar hangja: - Törtei Tünde                 |
| 1995      |                                                    | Devil's Advocate                         | Clare Rigby                      | tévéfilm                                                   |
| 1995      |                                                    | Loved Up                                 | Sarah                            | tévéfilm                                                   |
| 1996      |                                                    | Ballykissangel                           | Jenny Clark                      | 1 epizód                                                   |
| 1996      |                                                    | Band of Gold                             | Colette                          | 6 epizód                                                   |
| 1997      |                                                    | Kavanagh QC                              | Natasha Jackson                  | 1 epizód                                                   |
| 1997      | Kiéhezve                                           | The Hunger                               | Steph Reynolds                   | 1 epizód                                                   |
| 1998      | Merlin                                             | Merlin                                   | Guinevere                        | 2 epizód                                                   |
| 2002      | Churchill – A brit oroszlán (Gomolygó viharfelhők) | The Gathering Storm                      | Ava Wigram                       | - tévéfilm - magyar hangja: - Németh Kriszta               |
| 2004      | Fantomcég                                          | The Long Firm                            | Ruby Ryder                       | minisorozat (2 epizód)                                     |
| 2006      |                                                    | Ultra                                    | Penny/Ultra                      | próbaepizód                                                |
| 2008–2009 | Terminátor – Sarah Connor krónikái                 | Terminator: The Sarah Connor Chronicles  | Sarah Connor                     | főszereplő (31 epizód)                                     |
| 2009      |                                                    | The Super Hero Squad Show                | Fekete Özvegy / Rejtély (hangja) | 1 epizód                                                   |
| 2011      | A nagy svindli                                     | White Collar                             | Sally                            | egy epizód                                                 |
| 2011–2019 | Trónok harca                                       | Game of Thrones                          | Cersei Lannister                 | - főszereplő (62 epizód) - magyar hangja: - Bertalan Ágnes |
| 2013      | Szezám utca                                        | Sesame Street                            | önmaga                           | 1 epizód                                                   |
| 2014–2017 | Nagyfater bátyó                                    | Uncle Grandpa                            | Aunt Grandma (hangja)            | 4 epizód                                                   |
| 2015–2017 |                                                    | Danger Mouse                             | Jeopardy Mouse (hangja)          | 8 epizód                                                   |
| 2017–2018 | Trollvadászok                                      | Trollhunters: Tales of Arcadia           | Morgana / The Pale Lady (hangja) | 13 epizód                                                  |
| 2018      | Mindörökké Sally                                   | Sally4Ever                               | önmaga                           | 1 epizód                                                   |
| 2018–2020 | A tini nindzsa teknőcök felemelkedése              | Rise of the Teenage Mutant Ninja Turtles | Big Mama (hangja)                | 9 epizód                                                   |
| 2019      | A Sötét Kristály – Az ellenállás kora              | The Dark Crystal: Age of Resistance      | Maudra Fara (hangja)             | 6 epizód                                                   |
| 2019–2021 | Végtelen vonat                                     | Infinity Train                           | Amelia / tanár (hangja)          | 9 epizód                                                   |
| 2020      | Varázslók: Arcadia meséi                           | Wizards: Tales of Arcadia                | Morgana (hangja)                 | 9 epizód                                                   |
| 2021      | A világ ura: Kinyilatkoztatás                      | Masters of the Universe: Revelation      | Evil-Lyn (hangja)                | 10 epizód                                                  |
| 2023      | A Fehér Ház vízszerelői                            | White House Plumbers                     | Dorothy Hunt                     | minisorozat (5 epizód)                                     |

### Videójáték
| Év        | Cím             | Szinkronszerep                |
| --------- | --------------- | ----------------------------- |
| 2009      | Risen           | Patty / Cathy / Jasmin / Lily |
| 2012      | Dishonored      | Callista Curnow               |
| 2014–2015 | Game of Thrones | Cersei Lannister              |

## Fordítás
- Ez a szócikk részben vagy egészben  a   Lena Headey című angol Wikipédia-szócikk fordításán alapul.  Az eredeti cikk szerkesztőit annak laptörténete sorolja fel. Ez a jelzés csupán a megfogalmazás eredetét és a szerzői jogokat jelzi, nem szolgál a cikkben szereplő információk forrásmegjelöléseként.
- Ez a szócikk részben vagy egészben  a   Lena Headey filmography című angol Wikipédia-szócikk fordításán alapul.  Az eredeti cikk szerkesztőit annak laptörténete sorolja fel. Ez a jelzés csupán a megfogalmazás eredetét és a szerzői jogokat jelzi, nem szolgál a cikkben szereplő információk forrásmegjelöléseként.